# ۲ام ۱۲۳۷+۶۵۲۶
۲ام ۱۲۳۷+۶۵۲۶ یک ستاره است که در صورت فلکی قرار دارد.